# Campionat dels Estats Units de ciclisme en ruta

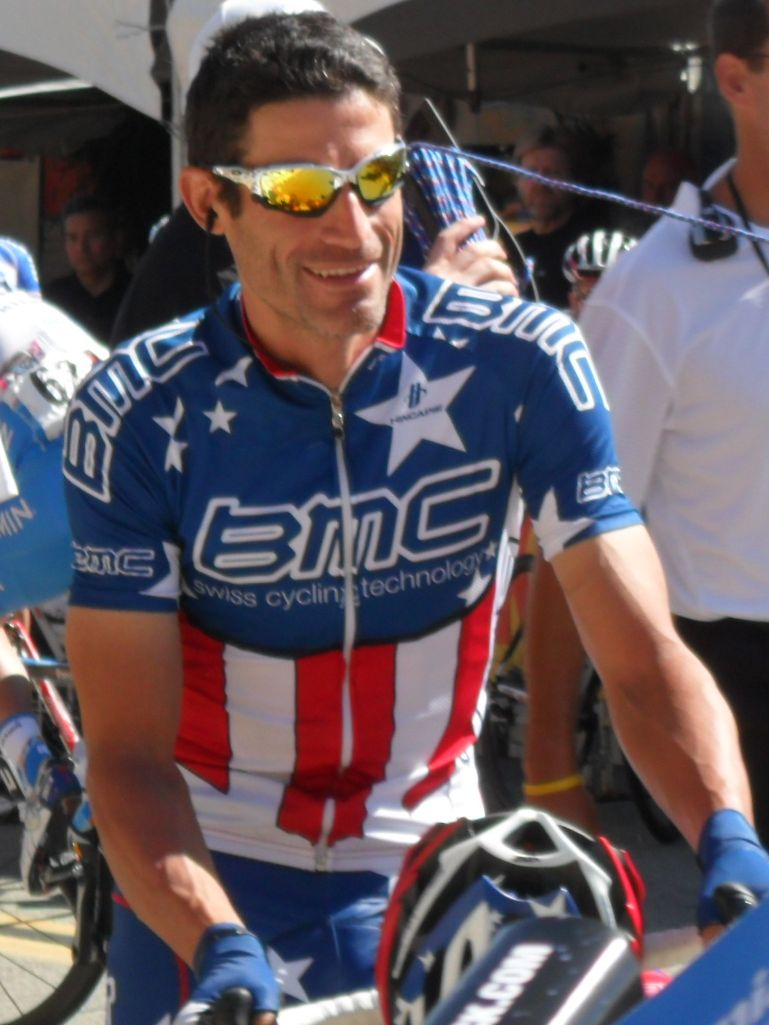
George Hincapie, vestit amb el mallot de campió dels Estats Units el 2010

El Campionat dels Estats Units de ciclisme en ruta masculí és una competició ciclista que serveix per a determinar el Campió dels Estats Units de ciclisme. La primera edició professional és del 1985. Anteriorment es corria de manera amateur. De 1921 a 1964, el Campionat s'atorgava amb la disputa de quatre proves en format Òmnium en pista, en comptes de la cursa per carretera actual.
El títol s'atorga al vencedor d'una única carrera. Des del 2006 tots els corredors han de ser estatunidencs. Fins aquella data, el campió s'atorgava al primer nord-americà de la classificació final a l'actual Philadelphia Cycling Classic, una cursa on podien participar ciclistes d'altres nacionalitats.
El vencedor obté el dret a portar un mallot amb els colors de la bandera dels Estats Units fins al Campionat de l'any següent.

## Palmarès masculí

### Palmarès amateur (1921-1964)
| - 1921: Arthur Nieminsky - 1922: Carl Hambacher - 1923: Charles Barclay - 1924: Charlie Winter - 1925: Edward Merkner - 1926: Edward Merkner - 1927: Jimmy Walthour - 1928: R.J. Connor - 1929: Sergio Matteini - 1930: Bobby Thomas - 1935: Cecil Hursey - 1936: Jackie Simes | - 1937: Charles Bergna - 1939: Martin Deras - 1940: Furman Kugler - 1941: Marvin Thomson - 1945: Ted Smith - 1946: Don Hesler - 1947: Ted Smith - 1948: Ted Smith - 1949: James Lauf - 1950: Robert Pfarr - 1951: Gus Gatto - 1952: Steven Hromjak | - 1953: Ronnie Rhoads - 1954: Jack Disney - 1955: Jack Disney - 1956: Jack Disney - 1957: Jack Disney - 1958: Jack Disney - 1959: James Rossi - 1960: James Rossi - 1961: James Rossi - 1962: James Rossi - 1963: James Rossi - 1964: Jackie Simes |

### Palmarès amateur (1965-1985)
| Any  | Primer          | Segon          | Tercer         |
| 1965 | Michael Hiltner |                |                |
| 1966 | Bob Tetzlaff    |                |                |
| 1967 | Bob Parsons     | Daniel Butler  | John Aschen    |
| 1968 | John Howard     |                |                |
| 1969 | Alan DeFever    |                |                |
| 1970 | Mike Carnahan   | Mike Levonas   | Doug Dale      |
| 1971 | Steve Dayton    |                |                |
| 1972 | John Howard     | Wayne Stetina  | Bob Schneider  |
| 1973 | John Howard     | Bob Schneider  | Rick Ball      |
| 1974 | John Allis      | Thomas Officer | Dave Chauner   |
| 1975 | John Howard     | Thomas Officer | Marc Thompson  |
| 1976 | Wayne Stetina   | Dave Boll      | Tom Schuler    |
| 1977 | Wayne Stetina   | Mark Pringle   | David Ware     |
| 1978 | Dale Stetina    | Thomas Prehn   | Rudolph Sroka  |
| 1979 | Steve Wood      | Tom Doughty    | Dave Ware      |
| 1980 | Dale Stetina    | Wayne Stetina  | Jeff Bradley   |
| 1981 | Tom Broznowski  | Larry Shields  | Jeff Bradley   |
| 1982 | Greg Demgen     | Larry Shields  | Tom Schuler    |
| 1983 | Ron Kiefel      | Alexi Grewal   | Doug Shapiro   |
| 1984 | Matt Eaton      | Thomas Prehn   | Tom Broznowski |
| 1985 | Wayne Stetina   | Gerry Fornes   |                |

### Palmarès professional
| Any  | Primer          | Segon            | Tercer             | Guanyador del Philadelphia Cycling Classic |
| 1985 | Eric Heiden     | Tom Broznowski   | Tom Schuler        | Eric Heiden                                |
| 1986 | Thomas Prehn    | Douglas Shapiro  | Thurlow Rogers     | Thomas Prehn                               |
| 1987 | Tom Schuler     | Roy Knickman     | Gary Fornes        | Tom Schuler                                |
| 1988 | Ron Kiefel      | Douglas Shapiro  | Karl Maxon         | Robert Gaggioli                            |
| 1989 | Greg Oravetz    | Michael Engleman | Alexi Grewal       | Greg Oravetz                               |
| 1990 | Kurt Stockton   | Andy Bishop      | Kenny Adams        | Paolo Cimini                               |
| 1991 | Davis Phinney   | Kurt Stockton    | Greg Oravetz       | Michel Zanoli                              |
| 1992 | Bart Bowen      | Andy Bishop      | Jamie Paolinetti   | Bart Bowen                                 |
| 1993 | Lance Armstrong | Scott McKinley   | Jamie Paolinetti   | Lance Armstrong                            |
| 1994 | Steve Hegg      | Scott Fortner    | Michael Engleman   | Sean Yates                                 |
| 1995 | Norman Alvis    | Clark Sheehan    | Lance Armstrong    | Norman Alvis                               |
| 1996 | Eddy Gragus     | Fred Rodríguez   | Chris Horner       | Eddy Gragus                                |
| 1997 | Bart Bowen      | Frank McCormack  | Jonathan Vaughters | Massimiliano Lelli                         |
| 1998 | George Hincapie | Frank McCormack  | Mark McCormack     | George Hincapie                            |
| 1999 | Marty Jemison   | Fred Rodríguez   | Anton Villatoro    | Jakob Piil                                 |
| 2000 | Fred Rodríguez  | George Hincapie  | John Lieswyn       | Henk Vogels                                |
| 2001 | Fred Rodríguez  | Trent Klasna     | George Hincapie    | Fred Rodríguez                             |
| 2002 | Chann McRae     | Danny Pate       | George Hincapie    | Mark Walters                               |
| 2003 | Mark McCormack  | Kevin Monahan    | David Clinger      | Stefano Zanini                             |
| 2004 | Fred Rodríguez  | Kirk O'Bee       | Russell Hamby      | Francisco José Ventoso                     |
| 2005 | Chris Wherry    | Danny Pate       | Chris Horner       | Chris Wherry                               |
| 2006 | George Hincapie | Levi Leipheimer  | Danny Pate         |                                            |
| 2007 | Levi Leipheimer | George Hincapie  | Neil Shirley       |                                            |
| 2008 | Tyler Hamilton  | Blake Caldwell   | Danny Pate         |                                            |
| 2009 | George Hincapie | Andrew Bajadali  | Jeff Louder        |                                            |
| 2010 | Benjamin King   | Alex Candelario  | Kiel Reijnen       |                                            |
| 2011 | Matthew Busche  | George Hincapie  | Ted King           |                                            |
| 2012 | Timothy Duggan  | Frank Pipp       | Kiel Reijnen       |                                            |
| 2013 | Fred Rodríguez  | Brent Bookwalter | Kiel Reijnen       |                                            |
| 2014 | Eric Marcotte   | Travis McCabe    | Alex Howes         |                                            |
| 2015 | Matthew Busche  | Joe Dombrowski   | Kiel Reijnen       |                                            |
| 2016 | Gregory Daniel  | Alex Howes       | Travis McCabe      |                                            |
| 2017 | Larry Warbasse  | Neilson Powless  | Alexey Vermeulen   |                                            |
| 2018 | Jonathan Brown  | Robin Carpenter  | Jacob Rathe        |                                            |
| 2019 | Alex Howes      | Stephen Bassett  | Neilson Powless    |                                            |
| 2021 | Joey Rosskopf   | Brent Bookwalter | Kyle Murphy        |                                            |
| 2022 | Kyle Murphy     | Tyler Stites     | Magnus Sheffield   |                                            |
| 2023 | Quinn Simmons   | Tyler Williams   | Tyler Stites       |                                            |
| 2024 | Sean Quinn      | Brandon McNulty  | Neilson Powless    |                                            |
| 2025 | Quinn Simmons   | Evan Boyle       | Gavin Hlady        |                                            |

### Palmarès sub-23
| Any  | Primer           | Segon            | Tercer           |
| 2000 | Brice Jones      | Michael Creed    | Aaron Olson      |
| 2001 |                  |                  |                  |
| 2002 |                  |                  |                  |
| 2003 | Jonathan Erdelyi | Darby Thomas     | Michael Voigt    |
| 2004 | Ian MacGregor    | Blake Caldwell   | Timmy Duggan     |
| 2005 | Ian MacGregor    | Tyler Farrar     | Michael Lange    |
| 2006 | Craig Lewis      | Brent Bookwalter |                  |
| 2007 | Max Jenkins      |                  |                  |
| 2008 | Kirk Carlsen     | Peter Stetina    | Tom Peterson     |
| 2009 | Alex Howes       | Scott Stewart    | Ben King         |
| 2010 | Ben King         | Alex Howes       | Andrew Dahlheim  |
| 2011 | Rob Squire       | Jacob Rathe      | Evan Huffman     |
| 2012 | Robert Bush      | Tanner Putt      | Gavin Mannion    |
| 2013 | Tanner Putt      | Nathan Brown     | Tyler Magner     |
| 2014 | Tanner Putt      | Keegan Swirbul   | Taylor Eisenhart |
| 2015 | Keegan Swirbul   | Gregory Daniel   | Colin Joyce      |
| 2016 | Geoffrey Curran  | Neilson Powless  | Tyler Williams   |
| 2017 | Neilson Powless  | Gage Hecht       | Brendan Rhim     |
| 2018 | Alex Hoehn       | Noah Granigan    | Zeke Mostov      |
| 2019 | Lance Haidet     | Cooper Willsey   | Cameron Beard    |
| 2021 | Sean McElroy     | Lucas Bourgoyne  | Ethan Overson    |
| 2022 | Cooper Johnson   | Lucas Bourgoyne  | Liam Flanagan    |
| 2023 | Owen Cole        | Colby Simmons    | Tobias Klein     |
| 2024 | Gavin Hlady      | Brody McDonald   | Colby Simmons    |
| 2025 | Gavin Hlady      | Dylan Zakrajsek  | Alfredo Bueno    |

## Palmarès femení

### Palmarès (1921-1964)
| - 1937: Doris Kopsky - 1939: Gladys Owen - 1940: Mildred Kugler - 1941: Jean Michels - 1945: Mildred Dietz - 1946: Mildred Dietz - 1947: Doris Travani - 1948: Doris Travani | - 1949: Doris Travani - 1950: Doris Travani - 1951: Anna Piplak - 1952: Jeanne Robinson - 1953: Nancy Neiman - 1954: Nancy Neiman - 1955: Jeanne Robinson - 1956: Nancy Neiman | - 1957: Nancy Neiman - 1958: Maxine Conover - 1959: Joanne Speckin - 1960: Edith A. Johnson - 1961: Edith A. Johnson - 1962: Nancy Burghart - 1963: Edith Johnson - 1964: Nancy Burghart |

### Palmarès (1966-actual)
| Any  | Primer                    | Segon                  | Tercer                    |
| 1966 | Audrey McElmury           |                        |                           |
| 1967 | Nancy Burghart            | Jeanette Hawley        | Kathy Fitzpatrick         |
| 1968 | Nancy Burghart            |                        |                           |
| 1969 | Donna Tobias              |                        |                           |
| 1970 | Audrey McElmury           | Donna Tobias           | Kathy Ecroth              |
| 1971 | Mary Jane Reoch           |                        |                           |
| 1972 | Debbie Bradley            | Jeanne Omelenchuk      | Eileen Brennan            |
| 1973 | Eileen Brennan            | Carole Brennan         | Linda Stein               |
| 1974 | Jane Robinson             | Margy Saunders         | Kim Mumford               |
| 1975 | Linda Stein               | Mary Jane Reoch        | Carole Brennan            |
| 1976 | Connie Carpenter          | Mary Jane Reoch        | Susan Gurney              |
| 1977 | Connie Carpenter          | Jane Buyny             | Barbara Hintzen           |
| 1978 | Barbara Hintzen           | Betsy Davis            | Connie Carpenter          |
| 1979 | Connie Carpenter          | Beth Heiden            | Mary Jane Reoch           |
| 1980 | Beth Heiden               | Heidi Hopkins          | Mary Jane Reoch           |
| 1981 | Connie Carpenter          | Cindy Olavarri         | Madelyn Roese             |
| 1982 | Sue Novara                | J. Bradley             | Rebecca Twigg             |
| 1983 | Rebecca Twigg             | Janelle Parks          | Cindy Olavarri            |
| 1984 | Rebecca Daughton          |                        |                           |
| 1985 | Rebecca Daughton          | Kelly Kittredge        | Peggy Maass               |
| 1986 | Katrin Tobin              | Jane Marshall          | Janelle Parks             |
| 1987 | Janelle Parks             | Danute Bankaitis-Davis | Inga Thompson-Benedict    |
| 1988 | Inga Thompson             | Sally Zack             | Ruthie Matthes            |
| 1989 | Juliana Furtado           | Ruthie Matthes         | Laura Peycke              |
| 1990 | Ruthie Matthes            | Marion Clignet         | Karen Livingston-Bliss    |
| 1991 | Inga Thompson             | Maureen Manley         | Ruthie Matthes            |
| 1992 | Jeanne Golay              | Inga Thompson          | Linda Brenneman           |
| 1993 | Inga Thompson             | Karen Kurreck          | Alison Dunlap             |
| 1994 | Jeanne Golay              | Deirdre Demet-Barry    | Carmen Richardson         |
| 1995 | Jeanne Golay              | Laura Charameda        | Julie Young               |
| 1996 | Deirdre Demet-Barry       | Heather Albert-Hall    | Alison Dunlap             |
| 1997 | Louisa Jenkins            | Mari Holden            | Deirdre Demet-Barry       |
| 1998 | Pamela Schuster           | Kendra Wenzel          | Deirdre Demet-Barry       |
| 1999 | Mari Holden               | Julie Young            | Kendra Wenzel             |
| 2000 | Nicole Freedman           | Pamela Schuster        | Mina Pizzini              |
| 2001 | Kimberly Bruckner Baldwin | Amber Neben            | Suzanne Sonye             |
| 2002 | Jessica Phillips          | Amber Neben            | Tina Pic                  |
| 2003 | Amber Neben               | Kristin Armstrong      | Kimberly Bruckner Baldwin |
| 2004 | Kristin Armstrong         | Christine Thorburn     | Tina Pic                  |
| 2005 | Katheryn Curi Mattis      | Lynn Gaggioli          | Tina Pic                  |
| 2006 | Kristin Armstrong         | Christine Thorburn     | Amber Neben               |
| 2007 | Mara Abbott               | Kristin Armstrong      | Amber Neben               |
| 2008 | Brooke Miller             | Tina Pic               | Katharine Carroll         |
| 2009 | Meredith Miller           | Chrissy Ruiter         | Kristin LaSasso           |
| 2010 | Mara Abbott               | Shelley Evans          | Carmen Small              |
| 2011 | Robin Farina              | Andrea Dvorak          | Amanda Miller             |
| 2012 | Megan Guarnier            | Lauren Hall            | Carmen Small              |
| 2013 | Jade Wilcoxson            | Lauren Hall            | Alison Powers             |
| 2014 | Alison Powers             | Megan Guarnier         | Evelyn Stevens            |
| 2015 | Megan Guarnier            | Coryn Rivera           | Tayler Wiles              |
| 2016 | Megan Guarnier            | Coryn Rivera           | Mandy Heintz              |
| 2017 | Amber Neben               | Coryn Rivera           | Ruth Winder               |
| 2018 | Coryn Rivera              | Megan Guarnier         | Emma White                |
| 2019 | Ruth Winder               | Coryn Rivera           | Emma White                |
| 2020 | No disputat               | No disputat            | No disputat               |
| 2021 | Lauren Stephens           | Coryn Rivera           | Veronica Ewers            |
| 2022 | Emma Langley              | Lauren De Crescenzo    | Lauren Stephens           |
| 2023 | Chloé Dygert              | Coryn Labecki          | Skylar Schneider          |
| 2024 | Kristen Faulkner          | Ruth Edwards           | Coryn Labecki             |
| 2025 | Kristen Faulkner          | Lauren Stephens        | Katherine Sarkisov        |